# Streptococcaceae
Famille
La famille des Streptococcaceae est une famille de bactéries de l'ordre des Lactobacillales.
Cette famille qui a été décrite en 1974 par Deibel et Seeley (et validée en 1980), a pour genre type Streptococcus, un genre décrit en 1884 par Rosenbach.

## Caractères microbiologiques
Ce sont des bactéries Gram-positives, de forme ovoïdes ou sphériques.
- Gram positif
- pas de formation d'endospores
- anaérobie facultatif
- Catalase négative

## Liste des genres
La famille des Streptococcaceae est circonscrite sur la base des analyses phylogénétiques déduites de l'étude des séquences des ARNr 16S.
Selon BioLib (16 mai 2018), Catalogue of Life (16 mai 2018), ITIS (16 mai 2018) et World Register of Marine Species (16 mai 2018) :
- genre Lactococcus Schleifer, Kraus, Dvorak, Kilpper-Bälz, Collins & Fischer, 1986
- genre Lactovum Matthies, Gössner, Acker, Schramm & Drake, 2005
- genre Streptococcus Rosenbach, 1884

Selon NCBI (16 mai 2018) et LPSN (22 octobre 2023) :
- genre Floricoccus "Anthococcus" Chuah & al. 2016
- genre Lactococcus Schleifer & al. 1986
- genre Okadaella Okada & al. 2003
- genre Streptococcus Rosenbach 1884
- genre Lactovum Matthies & al. 2005